# Laudate Mariam

Le Laudate Mariam est un cantique consacré à la Vierge Marie, datant de la fin du XIXe siècle.

## Historique
L’auteur du cantique Laudate Mariam est l’abbé Hippolyte Boutin (1849-1946). 
Les paroles sont en français, ponctuées par un refrain en latin « Laudate, laudate, laudate Mariam » : « Louez, louez, louez Marie ».
Ce cantique est signalé en 1901 comme « connu dans la France entière ». Il reste aujourd’hui utilisé lors des processions du culte marial en France.
Il est souvent employé comme un symbole du pèlerinage de Lourdes. Zola l’évoque ainsi dans son roman Trois villes, où il est entonné dans le train ramenant les pèlerins chez eux.
Joris-Karl Huysmans parle en 1906 dans Les foules de Lourdes des Ave Maria et des Laudate Mariam comme d’éléments d’une « indescriptible cacophonie », qui deviennent « obsédante importunité » à force d’être chantés à tue-tête. 
De nos jours encore, ce cantique est mis en avant par Richard Dawkins dans The Root of All Evil? pour caractériser la dévotion de la procession mariale au sanctuaire de Lourdes.

## Interprétations et variantes
- Le Laudate Mariam fait partie des Chants de pèlerinage à Notre Dame interprétés par le Chœur Montjoie Saint-Denis sous la direction de Jacques Arnould [5].

## Paroles
Refrain
Laudate, laudate, laudate Mariam. (bis)
1. O Vierge Marie,

Entends près de Dieu

Ton peuple qui prie :

Exauce ses vœux.

2. Unis aux saints Anges

Devant ton autel

Reçois nos louanges,

O Reine du Ciel.

3. Ton âme très pure

Est sainte en naissant.

De toute souillure

Le Ciel la défend.

4. Le Verbe adorable 

Fait homme pour nous 

De toi, Vierge aimable, 

Veut naître humble et doux. 

  

5. Et Dieu te couronne 

Devant les élus, 

Ton trône rayonne 

Auprès de Jésus. 

  

6. O Reine bénie 

Qu’au sein des splendeurs 

Après cette vie 

Te chantent nos cœurs. 

abbé Hippolyte Boutin
Harmonisé par Joseph Samson (musicien)